# Lioudmila Saraskina
Lioudmila Ivanovna Saraskina (en russe : Людми́ла Ива́новна Сара́скина), née le 12 février 1947 à Liepāja (RSS de Lettonie, URSS), est une philologue russe, spécialisée en critique littéraire. Spécialiste de l'œuvre de Fiodor Dostoïevski, de celle d'Alexandre Soljenitsyne, et de la littérature russe des XIXe siècle au XXIe siècle.

## Biographie
Lioudmila Saraskina termine la faculté de philologie de l'université de l'État Vladimir Vinnitchenko à Kropyvnytsky, URSS, en 1969. En 1976, elle présente sa thèse à l'Université pédagogique d'État de Moscou. Elle a comme sujet : "Développement de formes narratives dans l'œuvre de Dostoïevski". Elle obtient le titre de Doktor nauk en 1993. Membre de la Société internationale Dostoïevski, membre de la Société russe F. Dostoïevski, membre du conseil de rédaction de l'almanach « Dostoïevski et la culture mondiale », membre du Conseil des écrivains russes et du Conseil des écrivains de Moscou (depuis 1992). Membre du jury du Prix Alexandre Soljenistine (depuis 1997). Auteure de nombreux livres et d'environ 400 articles de publications scientifiques, rédactrice de nombreux recueils d'articles.
De 2001 à 2012, collaboratrice scientifique et depuis janvier 2012, collaboratrice scientifique principale de l'Institut national d'art à Moscou.

## Prix
- Prix du Journal « Octobre » (1988).
- Prix Bolchaïa kniga pour son livre « Alexandre Soljenitsyne » (2008).
- Prix Iasnaïa Poliana , (2008), pour son livre « Alexandre Soljenitsyne ».

## Ouvrages

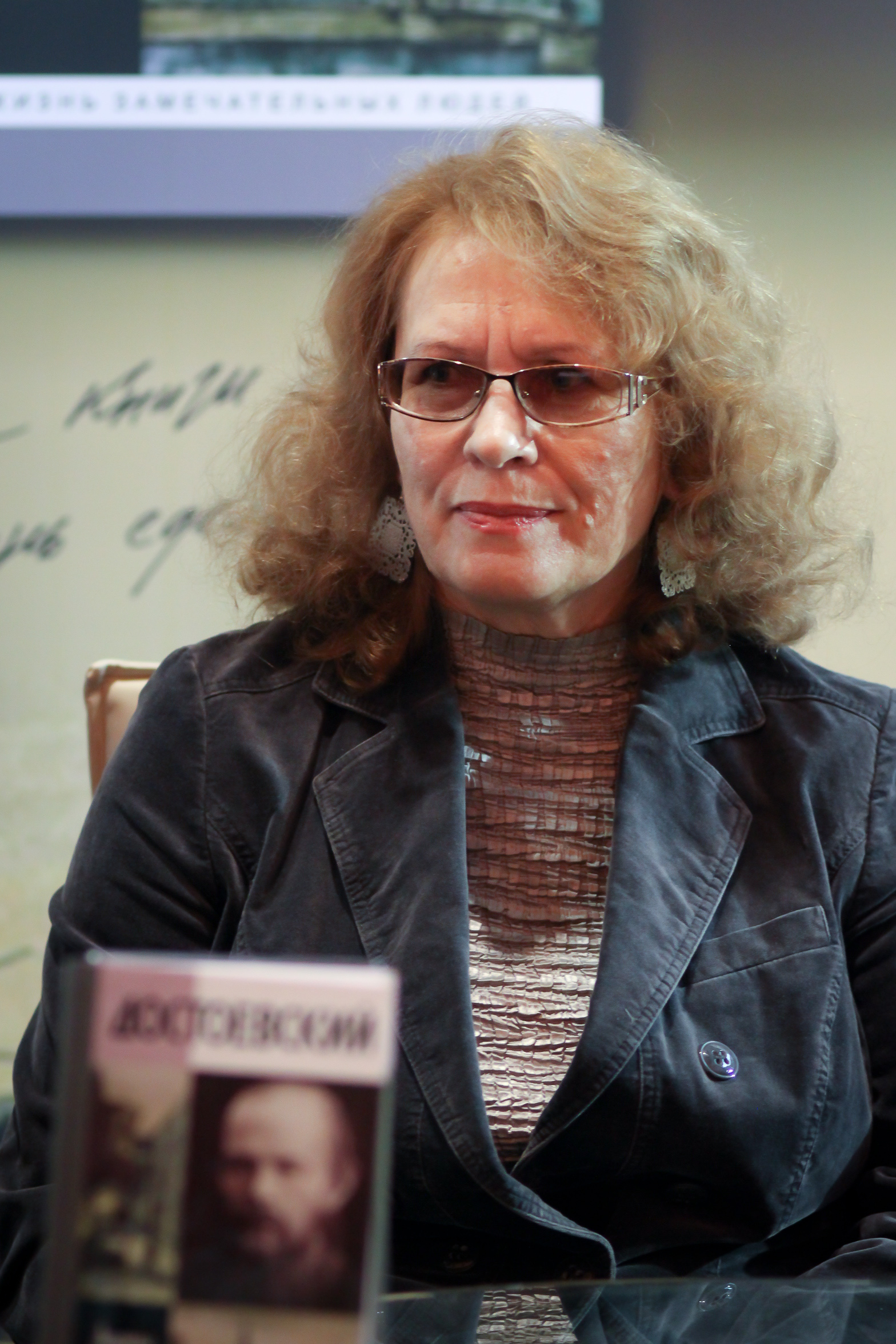
Présentation de son livre « Dostoïevski » à la foire internationale du livre de Moscou en 2011

- (ru)« Pas par l'épée mais par l'esprit » Littérature russe sur la guerre et la paix / «Не мéчем, а духом» (Русская литература о войне и мире). — М.: Знание, 1989. — 64 с.
- (ru) Sur le roman Les Démons de Dostoïevski.«Бесы»: роман-предупреждение. — М.: Сов. писатель, 1990. — 480 с.
- (ru) Dostoïevski et Apollinaria Souslova, passion amoureuse Возлюбленная Достоевского. Аполлинария Суслова: биография в документах, письмах, материалах. — М.: Согласие, 1994. — 456 с.
- (ru) Les Démons vaincus. Dostoïevski. Фёдор Достоевский. Одоление демонов. — М.: Согласие, 1996. — 464 с.
- Nikolaï Spechnev. Destin inaccompli / Николай Спешнев. Несбывшаяся судьба. — М.: Наш дом — L’Âge d’Homme, 2000. — 536 с.
- Comte N. P. Roumiantsev /Граф Н. П. Румянцев и его время. — М.: Наш дом — L’Âge d’Homme, 2003. — 168 с.
- (ru) De Pouchkine à Soljenitsyne в созвучиях и притяжениях (от Пушкина до Солженицына). — М.: Русский путь, 2006. — 608 с.
- (it) Sergej Fudel': Messaggi dal km 101. — Milano: La Casa di Matriona, 2007. — 275 с. [В соавторстве с о. Николаем Балашовым]
- (fr) Fiodor Dostoïevski. Une victoire sur les Démons. Traduit du russe par Bruno Bisson. — Lausanne-Paris: L’Âge d"Homme, 2008. — 382 p.  (ISBN 978-2-8251-1474-2)
- (ru) Alexandre Soljenistine : Александр Солженицын, Moscou, Мол. гвардия,‎ 2008, 935 p. (ISBN 978-5-235-03102-9).
- Soljenitsyne, Moscou, Мол. гвардия,‎ 2009, 959 p. (ISBN 978-5-235-03245-3).
- (ru) Chemin de Soljénitsyne/ Путь Солженицына в контексте Большого Времени : Сборник памяти : 1918—2008, Moskva/Москва, Рус. путь,‎ 2009, 480 p. (ISBN 978-5-85887-319-8)
- (ru) (ru) Dostoïevski comme participant à la culture actuelle/ Испытание будущим. Ф. М. Достоевский как участник современной культуры, Moscou, Прогресс-Традиция,‎ 2010, 600 p. (ISBN 978-5-89826-322-5, lire en ligne).
- Sergueï Foudel/Сергей Фудель, Рус. путь,‎ 2011, 2e éd., 256 p. (ISBN 978-5-85887-368-6) — comme co-auteur le Protoiereus Nikolaï Balachov /Балашов, Николай Владимирович|Николаем Балашовым
- (ru) Dostoïevski, Moscou, Молодая гвардия,‎ 2011, 825 p. (ISBN 978-5-235-03458-7)

## Formation et manuels
- (ru)Étude de la personnalité aux leçons à l'école primaire. Méthodologie et recommandations pour réaliser des travaux de la première à la troisième année. — М.: АНП. 1983. — (9 п. л.).
- (ru) Programme régional d'étude de la vie et de l'œuvre de F Dostoïevski des classes 3 à 11 dans les écoles de Staraïa Roussa et dans le raïon de Staraïa Roussa. Пояснительная записка. Методическое обеспечение. Принципы работы. — М.; Старая Русса, 1995. — 92 с.

## Conférence
- (ru) Lioudmila Saraskina « L'appel de Soljénitsyne "Ne pas vivre dans le mensonge" : tradition, commentaire contemporain. Communication au colloque international "Notre contemporain, Alexandre Soljénitsyne". » (21 mars 2009) 
— Collège des Bernardins,  (Paris, 19-21 mars 2009)[1].